# 第五權
第五權是一個由西班牙記者伊格納西奧·拉莫內特所創的詞語，作為孟德斯鳩三權分立及第四權大眾傳播媒介的延續。第五權一般可指經濟體系或互聯網。

## 互聯網
第五權的第二個意思指由互聯網或網民所組成、對社會甚至政府的網絡監察，其代表了不被「較狹窄、單向領域（one-way scope）的第四權傳播媒體」所包含的一種新社會大眾媒體。它被考慮為權力的第五個分支，而且更是唯一被社會自己所操控、並不被國家予以一定調節的權力分支。
根據Ramonet，網民共同組成了辯論與民主行動一個強而有力的發動機。隨著全球化，21世紀擁有最終把溝通和資訊帶給全人類的潛質。時代雜誌2006年度風雲人物「你」正帶著相同訊息。
2008年部落客世界籌委會與政策創議中心於2008年5月1日聯辦《邁向公民社會》（Towards A Civil Society）研討會，討論部落格在推動公民社會發展和營造論述的角色，會中部落格便被喻為第五權。
互聯網思想的一個重要問題是，大部分當中的資訊是完全無價值的。因此過濾資訊的傳統媒體依然扮演著一個重要角色。

### 維基解密和茉莉花革命
2006年成立的《維基解密》接受理匿名者送交的密件，由志願團隊查核可信度後公布，幾年之間震撼全球。2010年，它公開了美國國務院和駐外使館聯繫的電報內容，其中部分電文直指突尼西亞總統班阿里家族與黑道掛勾、第一夫人貪腐，引爆突國民眾怒火。其後失業青年自焚的事件，終於觸發民眾的怒火臨界點，突尼西亞人民以臉書、Twitter等網絡工具發動抗爭，掀起席捲中東和北非的茉莉花革命，導致了突尼西亞、埃及和利比亞等國家政權的倒台。

### 反對逃犯條例修訂草案運動
2019年，香港爆發了反對逃犯條例修訂草案運動，運動後期發展成「無大台」，因此這場運動以互聯網作為主要溝通媒介。隨後更發展出以網絡形式的抗爭，如在臉書的相關政府專頁、企業專頁表達訴求、在Twitter請求外國政客的援助等網絡方式。

### 中國大陸的人肉搜索
自2000年代開始，互聯網在中國大陸扮演著越來越重要的角色。很多在現實社會發生的不公平事件，如官僚枉法、富二代欺壓普通民眾，也被網民放在網上人肉搜索，發生網絡爆紅現象，如我爸是李剛案、杭州飆車案、林嘉祥事件、李天一事件和郭美美事件"史上最牛记者"颜秉光事件等，都曾在網上瘋傳一時，並影響了主人公在現實中的生活。